# Quaker
« Quaker » et « Trembleur » redirigent ici. Pour les autres significations, voir Quaker (homonymie) et Trembleur (homonymie).
Ne doit pas être confondu avec Amish, Mennonisme ou Huttérisme.
La Société religieuse des Amis (en anglais Religious Society of Friends) est un mouvement religieux fondé en Angleterre au XVIIe siècle par des dissidents de l'Église anglicane. Les membres de ce mouvement sont communément connus sous le nom de quakers mais ils se nomment entre eux « Amis » et « Amies ». Le mouvement est souvent nommé simplement Société des Amis. Le surnom de « quaker » apparaît le plus souvent dans la dénomination officielle, sous la forme Société religieuse des Amis (quakers). Les historiens s'accordent à désigner George Fox comme le principal fondateur ou le plus important meneur des débuts du mouvement.
Originaire d'Angleterre, le mouvement s'est d'abord répandu dans les pays de colonisation anglaise. Puis au XXe siècle, des missionnaires quakers ont propagé leur foi en Amérique latine et en Afrique. En 2007, les quakers déclarent être environ 350 000 dans le monde.
La Société des Amis se différencie de la plupart des autres groupes issus du christianisme par l'absence de credo et de toute structure hiérarchique. Pour les quakers, la croyance religieuse appartient à la sphère personnelle et chacun est libre de ses convictions. Le concept de « lumière intérieure » (inner light) est cependant partagé par la plupart d'entre eux, quelle que soit la signification donnée à ces mots. De nombreux quakers reconnaissent le christianisme mais ne ressentent pas leur foi comme entrant dans les catégories chrétiennes traditionnelles.
On trouve aujourd'hui dans la Société des Amis des pratiques très diverses allant, à un extrême, d'un large courant évangélique et, à l'autre, à un courant non théiste.

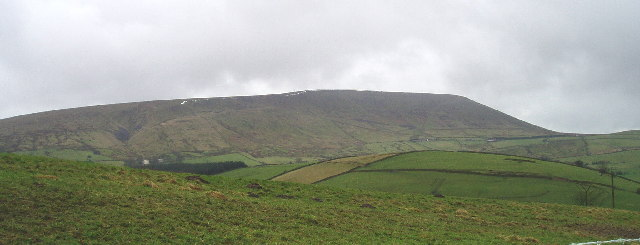
Pendle Hill en Angleterre, où George Fox aurait eu une vision l'incitant à valoriser la perception immédiate de Dieu, un concept central pour le quakerisme.

## Dénominations et statut

### Appellations
Durant les toutes premières années, les quakers se voyaient comme un mouvement de rénovation afin d'établir ce qu'ils considéraient être la vraie Église chrétienne après des siècles d'apostasie. Parmi les noms qu'ils se donnaient à l'époque, on trouve : « saints », « Children of the Light » (Enfants de la Lumière), ou « Friends of the Truth » (Amis de la Vérité), appellations qui reflétaient l'importance centrale, dans la théologie quaker d'alors, du Christ comme lumière intérieure qui montre aux personnes leur vraie condition.
Le nom de « quaker » (littéralement « trembleur ») fut utilisé pour la première fois en 1650, lorsque George Fox comparut devant un juge sous l'accusation de blasphème. Selon le journal de Fox, « c'est le juge Gervase Benson qui par dérision nous donna ce qualificatif, parce que je lui avais dit de « trembler » au nom du Seigneur », une référence aux Écritures (peut-être Isaïe 66:2, Esdras 9:4). Par ailleurs, lors des réunions de culte, la lumière intérieure se manifestait non seulement par des discours improvisés, mais aussi parfois par des tremblements de ferveur. Entre le jugement ironique et l'expérience vécue, le surnom de « quaker » fut finalement adopté par les adeptes du mouvement.
Le nom « Société religieuse des Amis » vint plus tard, au XVIIIe siècle.
En français, on trouve d'abord la forme « Kouakre » ou « Kouaker ». Le premier livre traitant des quakers en français porte le titre Histoire du […] Kouakerisme, en 1692, puis dans une nouvelle édition La Religion des Kouakres en Angleterre, en 1699. Sur une gravure de 1723 environ, on peut lire : Assemblée des Quaquers à Londres. Quaqueresse qui prêche. Voltaire, dans ses Lettres philosophiques (1734), consacre quatre lettres aux « Quakers ». Il précise qu'ils sont aussi appelés « Qouacre, ou primitif, ou membre de la primitive Église chrétienne, ou Pensilvanien, ou Philadelphien » et ajoute que « de tous ces titres, celui que j'aime le mieux est celui de Philadelphien, « ami des frères » ». Dans le Littré (1863-1877), on trouve « quaker » ou « quakre », « quakeresse » et « quakerisme », basés sur les écrits de Voltaire. L'encyclopédie Larousse propose encore « quakeresse » en 2008, alors que ce terme n'est plus en usage,.

### Rapport au protestantisme
Le quakerisme est souvent désigné comme appartenant au protestantisme car il est une « communauté religieuse pour un retour à la spiritualité et à la simplicité du christianisme primitif ». Les quakers sont aujourd'hui proches des protestants libéraux, certains ont des pasteurs, et une branche numériquement importante est constituée d'évangéliques.
Mais, pour une partie des quakers, la Bible n'est pas reconnue comme l'autorité suprême. Dans les premiers temps, le quakerisme était même très éloigné de l'orthodoxie protestante : le théologien quaker Robert Barclay écrit dans son Apologie que « [les protestants] ne diffèrent des papistes que par la forme et par quelques cérémonies ; étant avec eux dans un état d'apostasie » et George Fox a pris position contre la doctrine calviniste de la prédestination.

### Secte ou religion?
Si le qualificatif de « secte » est communément employé pour les groupes dissidents du XVIIe siècle, dont les quakers, le terme a pris aujourd'hui un sens polémique dans le langage commun.
Comme le relève Carl Gustav Jung, l'optique confessionnelle des religions incite à parler de sectarisme « dès que quelqu'un prétendra s'en remettre à la perception immédiate qu'il a de la volonté divine ». Cette attitude est justement centrale dans le message des quakers.
Un rapport fait en 1995 à l'Assemblée nationale française précise que « tous les mouvements spirituels autres que les religions traditionnelles et communément appelés sectes ne sont pas dangereux, comme les baptistes, les quakers ou les mormons. Leur rôle peut même être, parfois, considéré comme très positif ». Francis Frost, dans le Dictionnaire de la spiritualité ascétique et mystique, affirme d'emblée que la « Société des Amis n'est pas une secte ». L'Encyclopædia Universalis rattache les quakers au thème « sectes protestantes », avec les adventistes, les huttérites, les Frères moraves et quelques autres groupes, utilisant ici le mot secte dans un sens « savant », neutre, et désignant des groupes religieux récents et minoritaires. On trouve la même intention dans Le Petit Robert, où les quakers sont membres d'une « secte protestante ».
Selon les quakers, ce qui les distingue d'une secte, c'est leur fonctionnement décentralisé (pas de leader ni de hiérarchie), l'engagement dans la société (pas d'isolement), la liberté totale laissée aux membres et sympathisants (pas de contrôle), et la transparence des finances (pas de détournement des biens des membres).

## Histoire

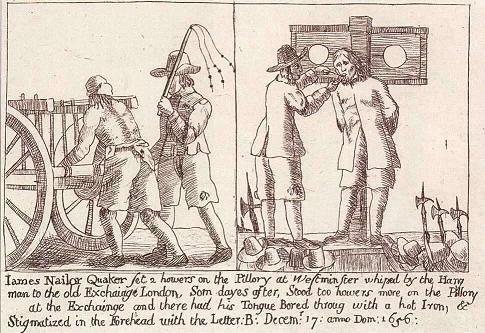
James Nayler (1618-1660) au pilori.

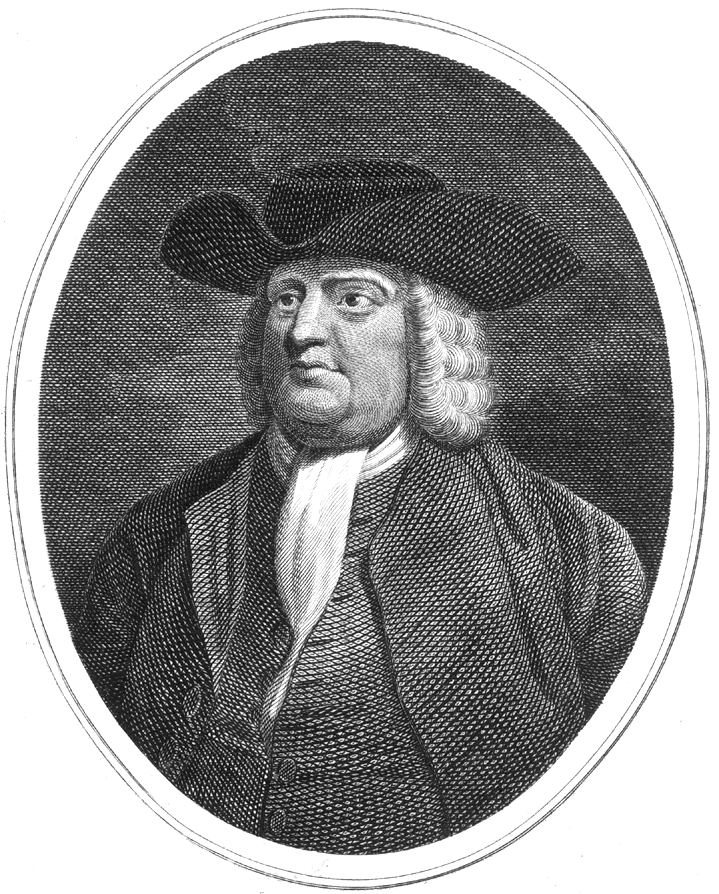
William Penn (1644-1718), fondateur de la Pennsylvanie.

### Débuts
La Société des Amis est fondée en Angleterre en 1648 comme étant une dissidence non conformiste au sein du puritanisme. Il s'agissait d'aller plus loin encore en direction du christianisme primitif que les autres mouvements de l'époque, en rejetant même le clergé professionnel et la seule autorité de la Bible. Le mouvement a dû faire face à des persécutions, des quakers ont été emprisonnés et maltraités autant en Grande-Bretagne que dans les colonies britanniques.
En Angleterre, William Penn a été emprisonné plusieurs fois et l'accès au Parlement fut interdit aux quakers de 1698 à 1833. Dans la colonie de la baie du Massachusetts, les quakers étaient bannis, sous peine de mort. Une victime célèbre est Mary Dyer : elle a été pendue à Boston en 1660 ; elle est considérée comme la seule femme exécutée pour la liberté de religion aux États-Unis.
Robert Barclay a posé les bases théologiques du mouvement en 1666 dans son Apologie de la véritable théologie chrétienne ainsi qu'elle est soutenue et prêchée par le Peuple, appelée par mépris, les Trembleurs.
La Pennsylvanie a été fondée en 1682 par William Penn, avec une constitution qui servit de base à celle des États-Unis. Cet État devait être un refuge pour tout monothéiste persécuté. Penn était particulièrement touché par la situation pénible des anabaptistes qui, selon Voltaire, étaient les « pères » des quakers. Les quakers se firent connaître à cette époque par leur refus de l'esclavage, qui les conduisit individuellement et collectivement à être les précurseurs, puis d'importants soutiens, de l'abolitionnisme.
La Pennsylvanie est surnommée l'« État quaker » (Quaker State), cependant les quakers n'y sont, depuis longtemps, pas plus nombreux qu'ailleurs.

### Expansion

Distribution en 2022.

Le mouvement s'est développé essentiellement dans les pays anglophones, dans les Îles Britanniques, aux États-Unis, au Canada et en Australie.

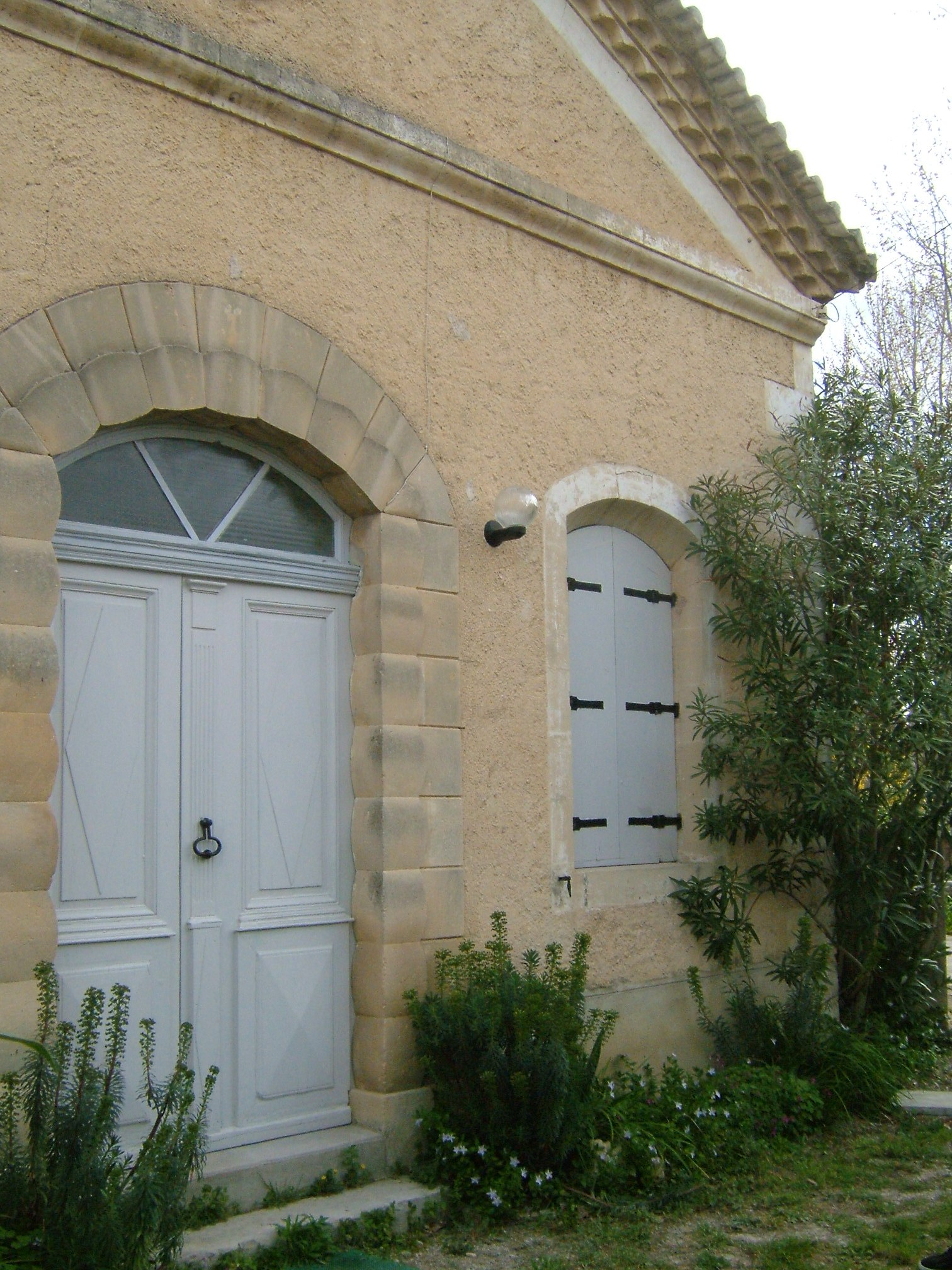
Maison quaker de Congénies, France.

En Europe continentale, les quakers ont formé des assemblées dès la fin du XVIIIe siècle en France (notamment dans le village de Congénies dans le Gard, puis renouveau à la fin du XXe siècle), au XIXe siècle en Norvège et au Danemark, au XXe siècle en Allemagne, aux Pays-Bas, en Suisse et en Suède. Ces assemblées sont restées de taille modeste.
La particularité du foyer quaker français de Congénies est qu'il s'agit d'un développement sui generis, sans lien avec les quakers anglais, peut-être issu des « inspirés » réfugiés dans la région après la fin de la guerre des Cévennes. On désignait à l'origine ces non-conformistes sous les noms occitans de couflaïrès, « inspirés » ou plus littéralement « gonfleurs », ceux qui se gonflent, ou bien de bouffaïrès, c'est‐à‐dire « souffleurs », par suite des profonds soupirs poussés lors des assemblées par ceux qui « se laissaient remplir de l'esprit saint ». Reconnue depuis 1788 comme une assemblée quaker, cette communauté prospéra pendant tout le XIXe siècle avant de s'étioler au XXe siècle. La maison d'assemblée quaker un temps désaffectée a été rachetée par l'Assemblée de France et est utilisée comme centre de rencontres et d'activités.
À partir du début du XXe siècle, des missionnaires quakers des États-Unis, de tendance évangélique, ont exporté leur religion dans certains pays d'Amérique latine (Bolivie, Costa Rica, Cuba, Guatemala et Pérou) et en Afrique (notamment au Kenya).
Depuis le début du XXe siècle, il y a quelques assemblées en Inde, Chine, Japon et au Proche-Orient.

### Schismes

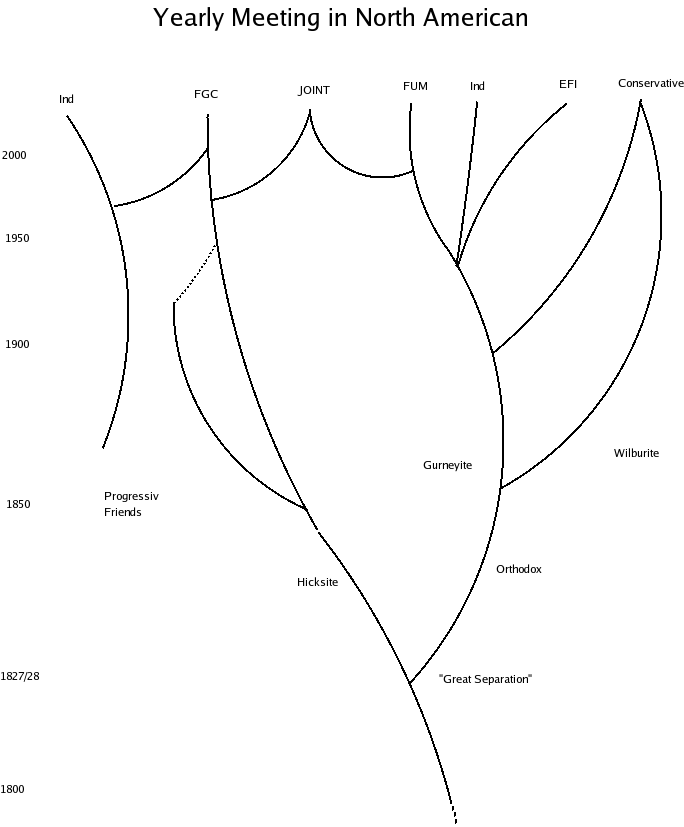
Développement en Amérique du Nord.

La Société religieuse des amis a connu de nombreux schismes. Au XVIIIe siècle, James et Jane Wardley fondent en Angleterre une branche dissidente, les shakers ou « shaking quakers », mouvement qui prospérera ensuite aux États-Unis après le départ de plusieurs de ses membres, emmenés par la charismatique Ann Lee. Au XIXe siècle, les quakers en Irlande et aux États-Unis vivent aussi plusieurs schismes.

#### Division hicksites-orthodoxes
En 1827, les membres de l'Assemblée annuelle de Philadelphie ne purent se mettre d'accord sur le nouveau clerk. Les discours de Elias Hicks, unitarien, furent considérés par certains comme universalistes et contraires à la tradition. Cinq assemblées annuelles se divisèrent alors en ce qu'il fut convenu d'appeler les « hicksites » et les « orthodoxes ». Trois de ces assemblées dupliquées ont dépassé leurs divisions et ont fusionné leurs deux branches dans les années 1950-1960.

#### Division gurneyites-wilburites
Joseph John Gurney (Anglais) et John Wilbur (de l'État américain de Rhode Island) étaient en désaccord sur l'autorité des Écritures et le rapprochement avec les autres Églises chrétiennes. Wilbur a été exclu de son Assemblée annuelle en 1842, puis dans les décennies qui suivirent de nombreuses assemblées se divisèrent entre « gurneyites » et « wilburites ». Aujourd'hui, la tradition selon Wilbur est représentée par des assemblées de quakers « conservateurs » en Ohio, Iowa et Caroline du Nord.

#### Beanites
Joel Bean (en) était un quaker orthodoxe qui s'est opposé au développement du courant évangélique. Il créa une nouvelle branche du quakerisme dans l'ouest des États-Unis. Les « beanites » ou « indépendants » ont une pratique qui tient à la fois des hicksites et des wilburites.

### Au-delà du christianisme
Bien que les quakers considèrent en général le quakerisme comme un mouvement chrétien, certains quakers se considèrent aujourd'hui universalistes, agnostiques, athées, non théistes ou encore humanistes. La proposition d'admettre des non-chrétiens au sein du quakerisme remonte au moins à 1870 ; le phénomène s'est développé surtout dans la seconde moitié du XXe siècle, et demeure un point controversé aujourd'hui. Quelques quakers sont simultanément membres d'une autre religion, comme l'islam, le judaïsme ou le bouddhisme.

## Pratiques et croyances
Les « témoignages quakers » sont des thèmes qui expriment en résumé la foi quaker mise en pratique. Ils sont rédigés en de courts textes qui sont généralement différents d'un groupe à l'autre.
La liste de ces témoignages, comme tous les aspects de la théologie quaker, sont en évolution constante.

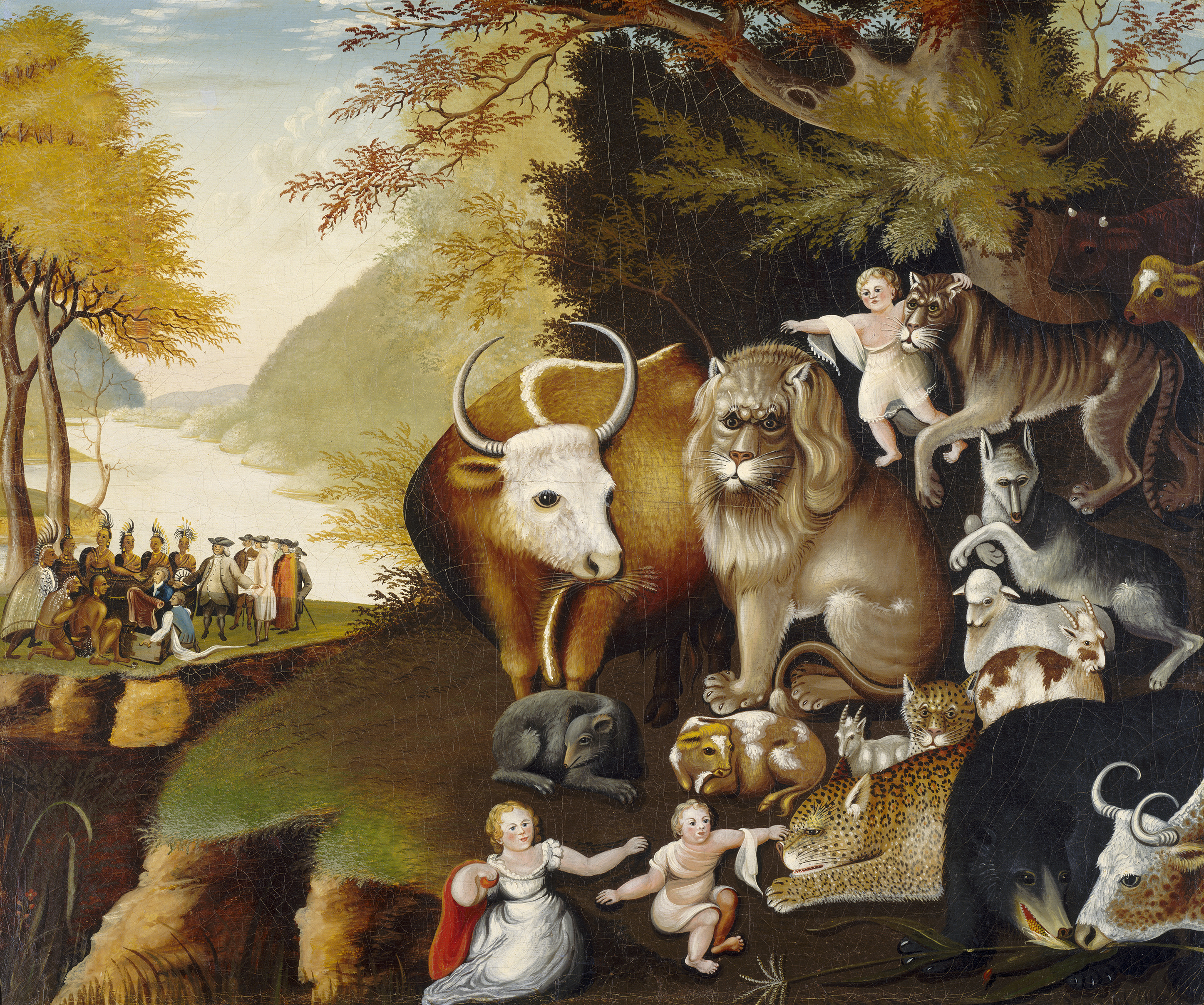
en, Edward Hicks.

### Intégrité
Les premiers quakers pensaient qu'un point important de l'enseignement de Jésus concernait le traitement que nous réservons aux autres. Il ne suffit pas d'éviter de mentir pour avoir des relations justes. Les quakers sont aujourd'hui encore convaincus qu'il est important d'éviter toute tromperie. Au début, les quakers refusaient de prêter serment, même devant les tribunaux, car la vérité doit être dite en tous temps et le fait de prêter serment introduit différents niveaux de vérité. Ce principe est attribué à Jésus dans le Sermon sur la montagne (Matthieu 5:34-37). Certains quakers ont accepté de « promettre » ou « affirmer » plutôt que de « prêter serment » ou « jurer ». C'est le cas du président américain Herbert Hoover qui, lorsqu'il prend ses fonctions en 1929, choisit d'affirmer plutôt que jurer.
Aussi connu comme le témoignage de Vérité, son essence est la place centrale de Dieu (ou Vérité) dans la vie de chacun. Les quakers choisissent d'être guidés par l'esprit malgré les pressions ou les inclinations à agir autrement. Ainsi les quakers sont-ils amenés à reconnaître les apports de chacun et à accepter la responsabilité de leurs actes. Ils préfèrent promettre que de prêter serment.

### Rôle de la Bible
Les premiers quakers ont rejeté l'idée protestante alors majoritaire du sola scriptura et pensaient que le Christ et non la Bible est la parole de Dieu. Robert Barclay a écrit dans son Apologie que les Écritures ne sont « qu'une affirmation de la source, et non la source elle-même, et qu'elles ne peuvent donc être la base principale de toute Vérité et connaissance, ni la règle première de foi et de comportement ».
Certains quakers ont remis en avant la Bible, ce qui provoqua une division durable du mouvement quaker au XIXe siècle. Aujourd'hui les quakers évangéliques (Evangelical Friends) pensent que la Bible fait autorité, une croyance affirmée dans la Déclaration de Richmond. D'autres quakers, en partie influencés par des mouvements comme le protestantisme libéral, décident qu'il est possible d'être guidé en des chemins différents des Écritures et que dans de telles situations celles-ci deviennent secondaires. D'autres encore rejettent ou ignorent totalement la Bible. C'est pourquoi on rencontre dans de nombreuses assemblées libérales des quakers non chrétiens ou mettant en question tout ou partie des doctrines traditionnelles chrétiennes. Dans tous les cas ou presque, les quakers actuels croient à la nécessité d'être continuellement guidé par Dieu. La révélation divine n'est ainsi pas limitée à la Bible, mais continue encore aujourd'hui, cette doctrine est connue sous le nom de « révélation continue ».
Un ensemble de pratiques communes a émergé, explicitant les principes et les croyances clés des quakers. Ce sont les « Témoignages quakers ». Les quakers pensent que ces principes et pratiques importants doivent être affirmés en actes autant qu'en mots. Enracinées dans l'expérience immédiate de la communauté des Amis, ces valeurs sont pour bien des quakers confirmées par la Bible, en particulier dans la vie et l'enseignement de Jésus.

### Rejet d'un crédo et des sacrements

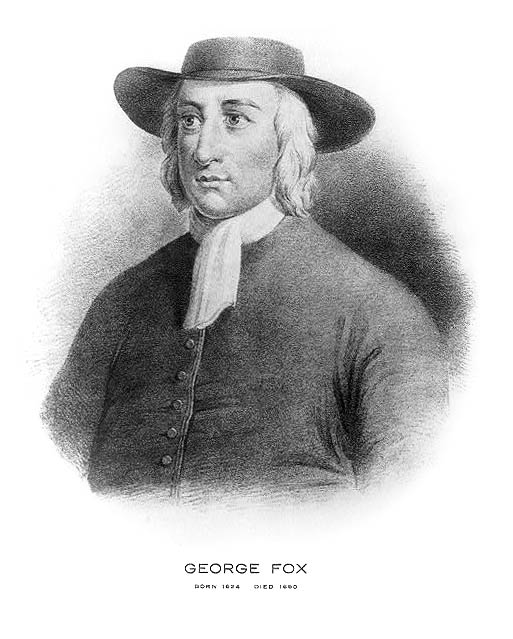
George Fox.

De manière générale, le quakerisme ne s'est jamais basé sur des principes. George Fox traitait les théologiens de « notionists » (usant de « concepts ») et les quakers actuels se préoccupent peu de théologie. Les quakers ont exprimé au cours de l'histoire leur préférence pour une compréhension venant de l'esprit plutôt que découlant d'une logique objective ou de la théologie systématique. Ce renoncement à toute théologie faisant autorité a conduit la Société des Amis à une large tolérance pour les attitudes et les engagements de ses membres, quand ils sont ressentis comme « sincères ».
La plupart des quakers sont convaincus qu'un credo formel serait un obstacle à l'écoute authentique et à la reconnaissance de nouvelles intuitions. Par ailleurs, certains quakers ont mis sur pied un ensemble de doctrines tels que la Déclaration de Richmond ou les « Croyances des Amis » des Amis évangéliques (en), qui sont comparables aux professions de foi protestantes. Dans une brochure publiée en 2005, Robert Griswold affirme que la position des quakers contre tout credo n'est pas seulement liée à la liberté religieuse individuelle, mais exprime le fait que les Amis, ayant rencontré et fait l'expérience de Dieu, ont jugé la profession de foi inutile.
L'historien et théologien quaker Douglas Gwyn suggère le terme de « narrative theology » (théologie narrative), ancrée dans les biographies et les journaux intimes qui forment une grande partie de la littérature quaker.
Plusieurs Assemblées annuelles (voir Structure du mouvement) publient leur version d'une sorte de profession de foi sous la forme d'un livre souvent nommé « Foi et Pratique » (Quaker Faith and Practice (en)). Ces ouvrages, souvent révisés, sont essentiellement des sélections de conseils et de témoignages de quakers de diverses époques.
Les premiers quakers ne croyaient pas à la nécessité de pratiquer des rites extérieurs ou des sacrements, toute la vie étant sacrée. Pour eux, le baptême par le Saint-Esprit était une expérience et une transformation intérieures, et la communion avec le Christ se vivait dans la réunion de culte, silencieux et à l'écoute. Ils ne pratiquaient donc pas le baptême comme un rite d'appartenance. Ils pensaient aussi que tout repas partagé était une forme de communion.

### Simplicité (plainness)
Le mot anglais plainness, qui vient de l'ancien français plain, « plat », signifie simple, sobre, sans ornements. Les quakers ont pratiqué jadis cette simplicité dans leur habillement et dans leur langage. On les considéra alors comme des « gens étranges » (Peculiar People). Le logo bien connu des céréales Quaker Oats a poussé à croire que le costume et le grand chapeau noirs étaient obligatoires.
La simplicité pour les quakers a généralement concerné les possessions matérielles. Ils ont traditionnellement limité leurs biens à ce qui était nécessaire pour vivre, sans rechercher le luxe. Récemment, ce témoignage est interprété avec une dimension écologique. Une autre conséquence de ce témoignage est l'aménagement sobre et fonctionnel des maisons quakers.
Traditionnellement, il s'agissait de contrer l'expression de la vanité et de la supériorité, le conformisme et le gaspillage associés aux changements de mode. Aujourd'hui les quakers tendent à choisir une version « simple » des habits à la mode, ou à n'acheter que les habits dont ils ont besoin, produits dans de justes conditions économiques et environnementales. Ils évitent les articles coûteux.
La simplicité de langage concerne l'honnêteté, la différence entre classes sociales, ainsi que des vestiges de paganisme. En pratique, les quakers refusaient de prêter serment, décidaient de prix fixes pour les biens à vendre, évitaient l'usage de titres honorifiques et utilisaient le tutoiement. Les premiers quakers refusèrent également d'utiliser les noms des mois et des jours, car plusieurs font référence à des dieux romains (mars, jeudi) ou des empereurs (juillet) ; on utilisa alors First Day (Premier jour) pour le dimanche, First Month (Premier mois) pour janvier, etc.
Comme bien d'autres aspects de la vie quaker, la pratique de la « simplicité » a évolué avec le temps, même si les principes de base sont restés valides. Ces principes sont aujourd'hui exprimés par les « témoignages quakers » de simplicité, d'égalité et d'intégrité.

### Égalitarisme

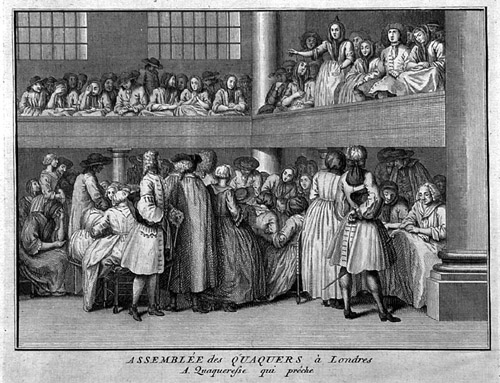
Une femme quaker prêche, gravure de 1723.

Les quakers ont un sens aigu de l'égalitarisme spirituel, en particulier concernant l'égalité des sexes. Déjà du temps de George Fox, femmes et hommes ont eu un même droit de prendre la parole durant les cultes. Par exemple, Margaret Fell (1614-1702) a publié de nombreux textes dans les premiers temps du quakerisme, Lucrecia Mott (1793-1880) est l'une des premières féministes américaines, et Alice Paul (1885-1977) a contribué à l'obtention du droit de vote des femmes aux États-Unis en 1920.
L'attitude égalitaire des quakers s'est aussi exprimée par leur refus de retirer son chapeau ou de s'incliner pour saluer ; de même ils ont refusé d'utiliser les titres habituels tels que Monsieur, Madame, Votre Majesté. C'est un témoignage de l'idée qu'aux yeux de Dieu, il n'existe aucune hiérarchie de naissance, de pouvoir politique ou autre. Pour les quakers, il ne s'agit pas d'un refus de l'autorité, mais d'un avertissement contre la prétention et la domination de l'ego.
D'autre part, plusieurs quakers furent parmi les premiers à s'opposer à l'esclavage, en particulier Antoine Bénézet (1713-1784) et John Woolman (1720-1772).
De nos jours, les quakers évitent encore les titres de noblesse ou universitaires. Voir le « témoignage quaker » d'égalité.
Les quakers croient que tous ont été créés égaux aux yeux de Dieu. L'étincelle divine étant en chacun, tous doivent être traités avec le même respect. Les quakers furent parmi les premiers à reconnaître les mêmes droits aux femmes, plusieurs ont été des chefs de file dans la lutte contre l'esclavage[réf. nécessaire], ils étaient parmi les premiers à humaniser les traitements pour les malades mentaux et pour les prisonniers.
Cependant les Quakers ont souvent recommandé la prudence avec les certificats d'études ou titres universitaires, préférant la modestie et gardant les honneurs pour Dieu.

### Pacifisme
Le témoignage de paix est probablement le plus connu des témoignages quakers. La conviction que l'emploi de la violence est une erreur a persisté jusqu'à aujourd'hui et de nombreux quakers sont objecteurs de conscience, engagés contre la guerre et pour la non-violence, ce qui a conduit certains d'entre eux en prison. Aujourd'hui certains refusent de payer la part des impôts qui finance l'armée. Ce témoignage est à l'origine de l'appartenance de la Société des Amis aux Églises traditionnellement pacifistes.
En 1947, après la Seconde Guerre mondiale, le prix Nobel de la paix est attribué à deux comités quakers anglais (le Friends Service Council) et américain (l'American Friends Service Committee) pour leur action en faveur de la paix et de la réconciliation des peuples.

### Terminologie quaker
Tout un langage propre aux Quakers s'est développé au cours des siècles dans la Société des Amis. En français, outre les termes concernant les groupes quakers (voir Structure du mouvement), seules quelques expressions sont particulières.

#### Ami, Amie
Ainsi se nomment entre eux les quakers, les membres de la Société religieuse des Amis. Les sympathisants qui fréquentent régulièrement ou épisodiquement le culte sont appelés « amis des Amis » (en anglais attender). En français, on utilise par convention la majuscule pour les membres, tout comme en anglais[réf. nécessaire].

#### «Clerk» /klɜːrk/
Désigne la personne chargée du rôle de modérateur, de secrétaire et de représentant légal d'un groupe quaker. On dit parfois « secrétaire » en français, mais le terme original anglais a un sens plus riche qui n'est pas traduisible. En effet cette personne s'occupe tout à la fois de l'organisation pratique des réunions de travail, de leur agenda et souvent aussi de leur procès-verbal (nommé « minute »). Le mot « président » est à éviter, car Dieu est partout présent et la conviction des quakers est qu'à lui appartient la présidence : « Là où deux ou trois se trouvent réunis en mon nom, je suis au milieu d'eux » (Matthieu 18.20).

#### «Concern» /kən'sɜːn/
Utilisé pour « souci » ou « préoccupation » dans un sens spécifique à la Société des Amis. Les quakers pensent que tout un chacun peut se sentir appelé par Dieu (ou par un appel intérieur). L'engagement qui en résulte est considéré comme une forme de ministère. Les quakers qui ressentent un « concern » demandent souvent une rencontre de discernement à leur groupe, ensuite de quoi celui-ci peut donner son soutien. Plusieurs organisations mondialement connues sont issues de quakers mettant en pratique leur « concern », comme Don't Make a Wave Committee (à l'origine de Greenpeace), Oxfam et Amnesty International.

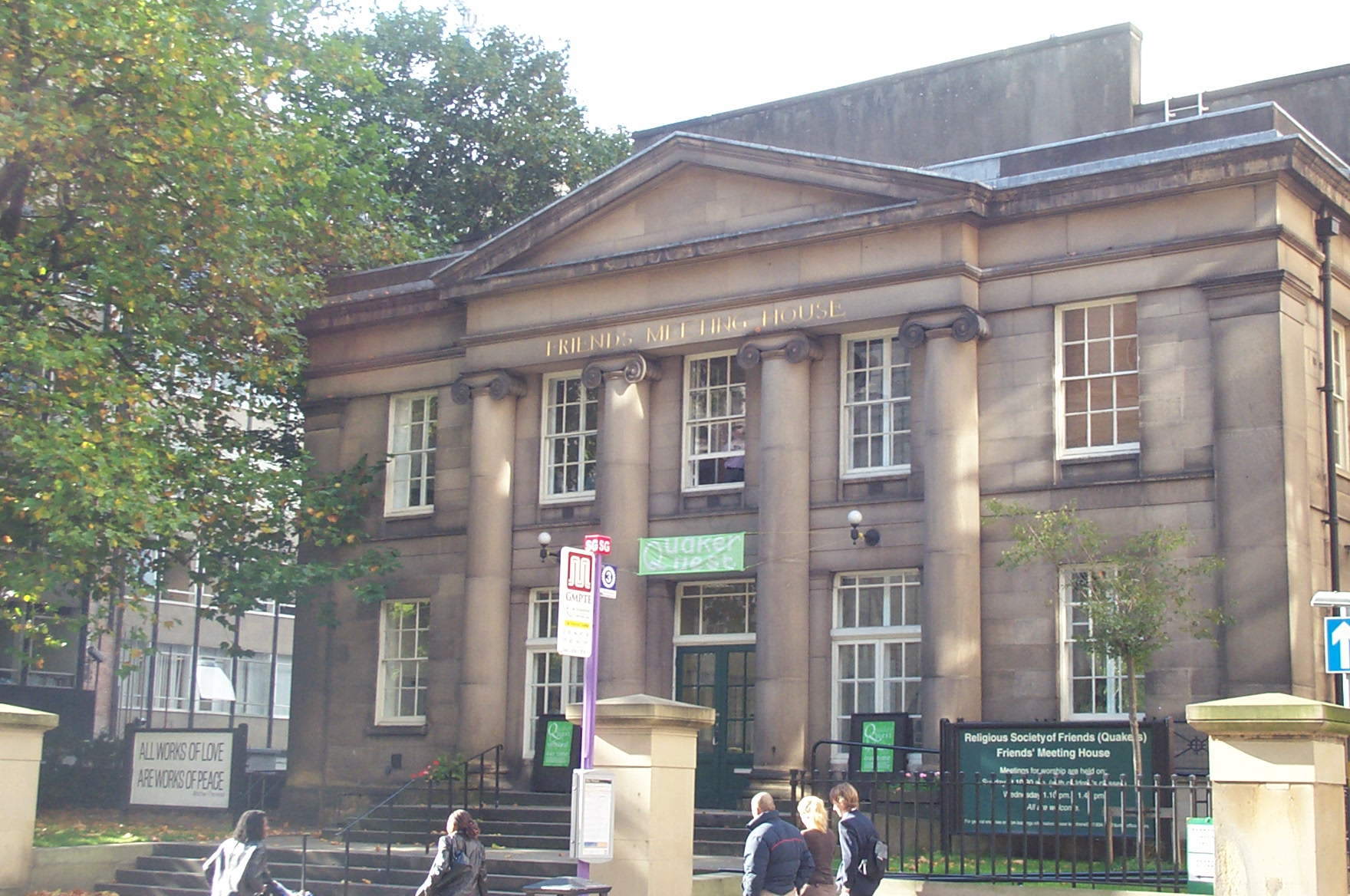
Maison quaker à Manchester.

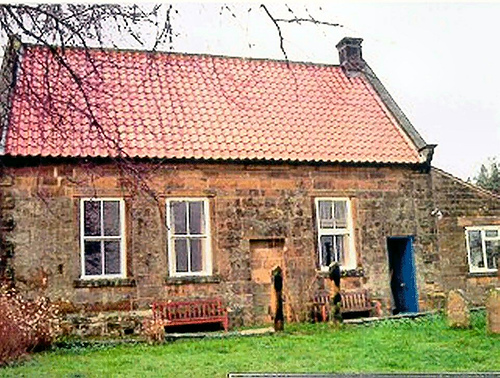
Maison quaker à Osmotherley, Angleterre.

#### Conseils et questions
De l'anglais Advices & Queries. Ce sont des listes de phrases brèves, sélectionnées pour favoriser la réflexion sur divers thèmes généralement en lien avec les témoignages quakers. Elles font l'objet de révisions régulières.

#### Culte quaker
Les quakers utilisent l'expression meeting for worship. Violette Ansermoz a montré comment la traduction française « culte quaker » est adoptée « parce qu'on ne saurait faire mieux ». Voir plus bas Culte quaker.

#### Étincelle divine (en chacun)
C'est l'expression que les francophones emploient volontiers pour le that of God (in everyone) des anglophones (littéralement « la partie de Dieu »).

#### Lumière intérieure
- Lumière intérieure (en)

Correspond à l'anglais inner light ou inward light ou encore that of God within. L'expression vient de l'Évangile selon Jean, 1:9.

#### Maison quaker
De l'anglais Meeting House ou Quaker House. Là où les quakers disposent d'une maison pour leurs réunions.

#### Minute
Procès-verbal d'une rencontre de travail. Pour chaque point de l'ordre du jour, le texte de la minute est rédigé par le clerk ou son assistant et accepté ou amendé immédiatement par les personnes présentes.

#### Sentiment de l'assemblée
De l'anglais Sense of the meeting. Avant de rédiger une minute, le clerk cherche à sentir l'essentiel de ce qui se dégage des prises de parole.

## Culte quaker
Les quakers traitent toutes leurs rencontres comme des cultes, aussi bien les réunions de travail que les mariages ou les funérailles, en plus des cultes proprement dits. Les deux principales formes de culte quaker sont en général désignées comme étant « programmée » et « non programmée ». Cette distinction recouvre partiellement la division théologique entre les groupes dits conservateurs et ceux dits libéraux. Plusieurs groupes proposent les deux modèles de culte.

### Faire l'expérience de Dieu
George Fox et d'autres prédicateurs des débuts du mouvement étaient convaincus que l'expérience de Dieu était accessible à tous, sans médiation, c'est-à-dire sans l'intermédiaire du clergé ou des sacrements. Les quakers d'aujourd'hui emploient diverses expressions : voir l'« étincelle divine » en chacun, trouver et se relier à la « lumière intérieure », ou le « Christ intérieur ». Les premiers quakers utilisaient plus volontiers des termes tels que la « Vérité », « la Semence » et « le Pur Principe » (Truth, the Seed, the Pure Principle), signifiant par là que chaque personne est transformée par la présence et la croissance de Christ en elle.
Le quakerisme est souvent considéré comme une religion mystique à cause de l'importance donnée à l'expérience personnelle de Dieu. Mais elle diffère d'autres religions mystiques par au moins deux aspects importants.
Premièrement, le mysticisme quaker est vécu en groupe. Le culte traditionnel quaker (voir Culte « non programmé » ci-dessous) peut être vu comme une expression de ce mysticisme de groupe, où tous les participants se mettent ensemble à l'écoute de l'esprit. On peut aussi voir les quakers comme un type particulier d'ordre religieux (comme les franciscains qui pratiquent aussi le mysticisme de groupe), vivant à leur manière la tradition mystique.
Deuxièmement, le mysticisme quaker, tel qu'il est vécu depuis la fin du XIXe siècle, met plus particulièrement l'accent sur le témoignage vers l'extérieur. Plutôt que de se retirer du monde, le quaker traduit son mysticisme en action. Les quakers croient que cette action mène à une meilleure compréhension spirituelle, pour l'individu et pour le groupe. On peut aussi voir la Société des Amis comme une sorte de religion humaniste dans le sens d'Erich Fromm, où le mysticisme inclut les activités sociales et politiques.

### Culte «non programmé»

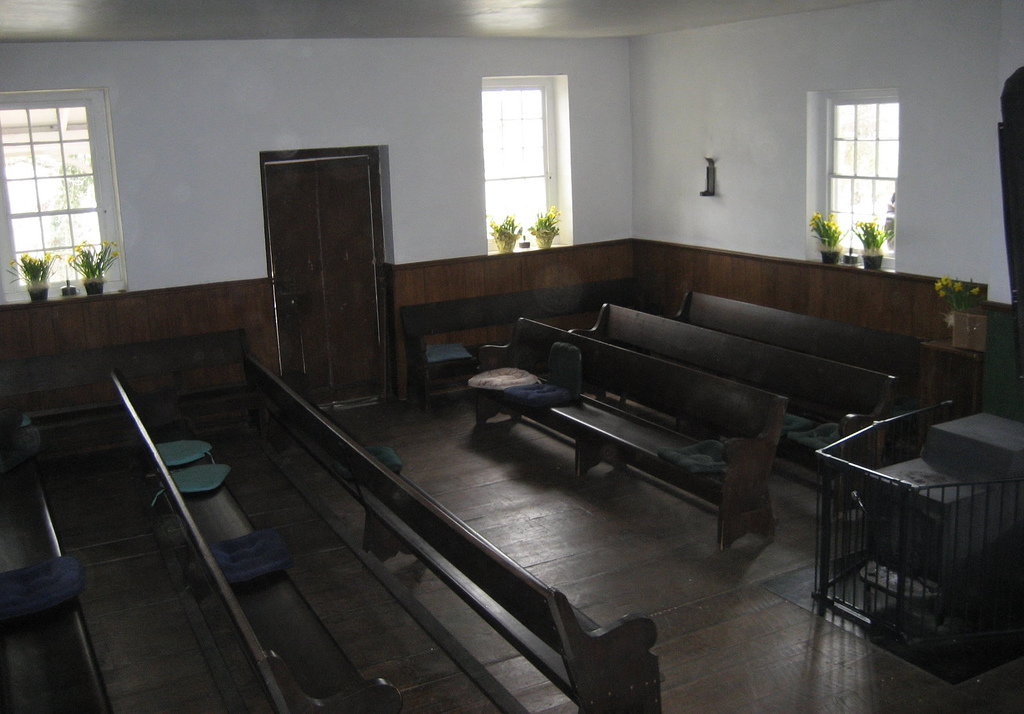
Intérieur d'une ancienne maison quaker aux États-Unis.

Le culte « non programmé » est la forme la plus traditionnelle de rencontre de prière au sein de la Société des Amis et reste la norme en Grande-Bretagne et dans le reste de l'Europe, ainsi qu'en Australie, Nouvelle-Zélande et en partie seulement aux États-Unis et au Canada. Les participants à un tel culte se réunissent dans l'attente silencieuse, dans l'expectative (en anglais expectant waiting).
Parfois un culte est entièrement silencieux, parfois plusieurs personnes se sentent appelées à partager un message. Ces messages ou témoignages ne sont pas préparés. Les participants tentent de discerner intérieurement ce qui tient de la « Vérité », de l'inspiration divine, et qui peut faire l'objet d'un « ministère vocal ». « Celui qui rompt le silence ne doit le faire que poussé par une force intérieure à laquelle il n'ose résister ». Il doit y avoir des temps de silence entre les prises de parole. En général le culte dure une heure.
Le culte « non programmé » débute avec la première personne qui pénètre dans la salle, en silence, et se termine lorsqu'une personne (désignée) serre la main de son voisin. Tous saluent alors ainsi leurs voisins, après quoi une personne se lève, accueille tous les présents et dirige les annonces.

### Culte «programmé»
Le culte « programmé » ressemble à un culte protestant typique des États-Unis. Cette tradition est apparue au XIXe siècle lorsque de nombreuses personnes se sont converties au quakerisme dans le contexte du réveil spirituel de l'époque. Le culte comprend des lectures des Écritures, des hymnes et un sermon par un pasteur. Parfois il comprend aussi un temps de silence. Les pasteurs sont des membres de la communauté quaker, payés pour cet office. La plupart des quakers du Sud et du Centre des États-Unis pratiquent cette forme de culte.
En Afrique et en Amérique latine, la Société des Amis s'est en général développée à partir de quakers issus de cette famille, c'est pourquoi la plupart des quakers de ces régions pratiquent le culte « programmé ».

### Mariage quaker
Dans un groupe quaker « non programmé », lorsqu'un couple désire se marier, un groupe de discernement est constitué ; il rencontre le couple et s'assure de leurs intentions ainsi que des conditions légales.
Une cérémonie de mariage dans un groupe quaker est analogue à toute rencontre de culte « non programmé », et donc très différente de ce qui peut être attendu par les participants extérieurs à la Société des Amis. Le mariage n'est pas pratiqué formellement par un pasteur ou prêtre. À un moment du culte silencieux, les époux se font une déclaration réciproquement, devant Dieu et devant les personnes présentes, puis le culte continue. Chacun est libre de s'exprimer s'il ou elle se sent poussé à le faire. Après le culte, tous les présents (y compris les enfants) sont invités à signer une attestation de mariage.
Depuis quelques années, quelques groupes en Australie, en Grande-Bretagne et en Amérique du Nord ont célébré des mariages entre personnes du même genre.

### Funérailles
Le culte à la mémoire d'une personne décédée a aussi lieu comme une variante du culte habituel. Les présents se réunissent en silence et partagent des souvenirs sur la personne décédée. Afin que les participants extérieurs à la Société des Amis ne soient pas surpris, un quaker fait généralement une brève présentation du culte quaker. Ces cultes durent en général plus d'une heure, spécialement si l'assistance est nombreuse. Chacun peut se remémorer la personne décédée à sa manière, ce qui est un réconfort.

### Prise de décision

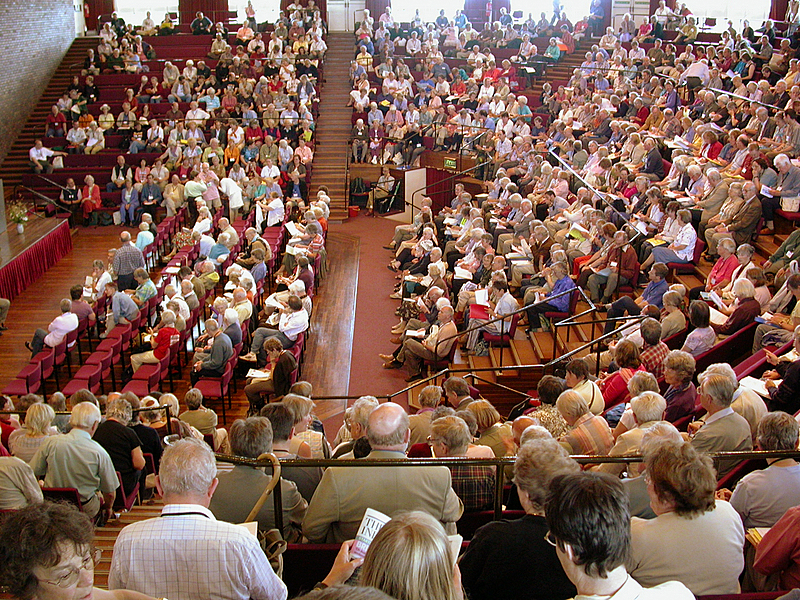
Une rencontre de l'Assemblée annuelle britannique, 2005.

Au niveau local, les prises de décision se font lors de « réunions d'affaires », généralement tenues mensuellement (Voir Structure du mouvement). Ces rencontres sont considérées comme des réunions de culte particulières, où toutes les décisions qui se prennent sont guidées par l'esprit.
Plutôt que d'avoir recours au vote, l'assemblée cherche à sentir la volonté de Dieu. Chaque participant se met à l'écoute de sa voix intérieure, et contribue aux réflexions du groupe s'il se sent appelé. Chacun est supposé écouter attentivement les autres, dans une attitude de recherche de la vérité, sans chercher à avoir raison ou à argumenter.
Une décision est atteinte lorsque l'assemblée, dans son ensemble, sent qu'une unité se dégage, qu'un chemin se discerne ou qu'il y a un consensus. Parfois un quaker seul peut empêcher le groupe de prendre une décision, sentant que cela irait contre la volonté de Dieu, et cela est respecté. Il arrive que des membres ne partagent pas la direction prise par une décision, mais ne veulent pas empêcher le groupe d'aller de l'avant : ils déclarent alors « rester de côté » (stand aside).
Ce qui fait la particularité de cette démarche, c'est que les quakers ne cherchent pas une solution qui satisfasse tout le monde, mais un chemin déterminé par la volonté de Dieu. En d'autres termes, si chacun se met à l'écoute de l'esprit, alors ce qui est adéquat pour le groupe apparaît clairement. Le processus peut être frustrant et lent, mais lorsqu'une décision est prise, tous les aspects importants sont censés avoir été évoqués, sans qu'il y ait à proprement parler de « perdants ». La même démarche est appliquée dans des assemblées pouvant comporter des centaines de participants.
Ce mode de prise de décision est un des éléments à l'origine du concept de « prise de décision par consentement » de la « sociocratie ».

## Structure du mouvement

### Assemblées
La Société des Amis est traditionnellement structurée en « Assemblées » dites locales, mensuelles, trimestrielles et annuelles (Preparative Meeting, Monthly Meeting, Quarterly Meeting et Yearly Meeting), qui correspondent à des zones géographiques de tailles croissantes. En 2007, l'Assemblée annuelle britannique a décidé de simplifier le jargon quaker en renommant les trois premiers en Local Meeting, Area Meeting et General Meeting. Les structures véritablement décisionnelles sont les Assemblées mensuelles et annuelles. En français, on distingue le mot « Assemblée », avec majuscule, qui désigne un groupe (nom propre), et le mot « assemblée », avec minuscule, qui s'applique aux événements (p.e. « On se voit à l'assemblée mensuelle ») ou à un type d'institution (p.e. « Les assemblées annuelles sont de tailles diverses »).
Au sein des Assemblées mensuelles, divers rôles sont dévolus à certains membres pour un temps limité. Outre le clerk (voir Terminologie quaker), des « anciens » (elders) sont chargés des tâches spirituelles (sans attribution sacerdotale) et des « veilleurs » (overseers) s'occupent plus particulièrement de la vie sociale de groupe, dont le soutien aux personnes âgées ou isolées.

### Dans le monde

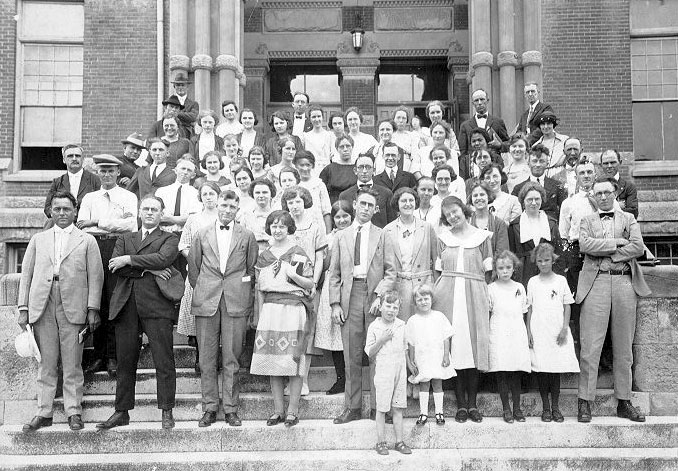
Assemblée annuelle du Kansas, 1922.

C'est en Afrique que se trouve la plus grande concentration de quakers (plus de 40 %). Les quakers de l'Afrique de l'Est ont plusieurs Assemblées annuelles, surtout au Kenya, ils sont aussi présents au Rwanda et au Burundi. La plupart de ces assemblées pratiquent le culte « programmé » et emploient des pasteurs.
Les quakers en Grande-Bretagne sont environ 25 000 et pratiquent le culte « non programmé ». Ils forment l'Assemblée annuelle britannique.
Aux États-Unis, les quakers ont des pratiques diverses, mais sont unis par de nombreux liens. À part le déroulement du culte (voir culte quaker plus haut), il y a plusieurs différences touchant la théologie, le vocabulaire ou la pratique. Un groupe local s'appelle dans la tradition « non programmée » un meeting ou monthly meeting, ou encore récemment un local meeting ; on dit souvent, dans la « tradition programmée », Friends Church (« Église des Amis »).
La Société des Amis en Europe continentale et en Australie fut longtemps liée aux quakers de Londres, elle est restée « non programmée ».
Au niveau mondial, il existe un Comité consultatif mondial des Amis, (en) Friends World Committee for Consultation (en) – FWCC. Des rencontres triannuelles ont eu lieu de 1994 à 2007. Après celle de Nairobi au Kenya en 2012, ces rencontres deviennent quadriannuelles. Le FWCC est membre de la Coordination internationale pour la décennie de la culture de non-violence et de paix (2001-2010).

### Répartition entre les divers courants
Selon une description publiée par le Comité consultatif mondial des Amis en 2005, les quakers se répartissent en quatre courants :
- « non programmé », 11 % du total, issu des « hicksites », présent essentiellement sur le Vieux Continent et en Amérique du Nord ;
- « programmé », 49 % du total, issu des « orthodoxes », présent essentiellement en Amérique du Nord et en Afrique de l'Est ;
- « évangélique », 40 % du total, issu des « gurneyites », présent essentiellement en Amérique du Nord et du Sud ;
- « conservative », extrêmement minoritaire, issu des « wilburites ».

### Organisations quakers

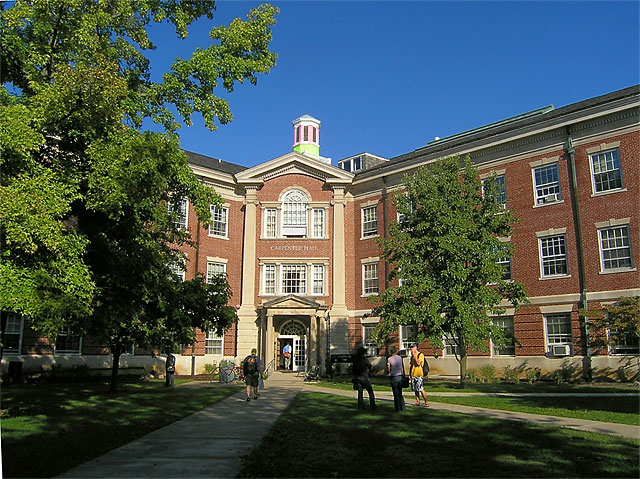
Earlham College à Richmond, Indiana.

Au cours de leur histoire, les quakers ont contribué à fonder de nombreuses organisations, que ce soit à titre individuel, en groupe ou en collaboration avec d'autres. Entre autres : Amnesty International, Greenpeace, OXFAM. De nombreuses écoles de par le monde ont été fondées par des quakers, ainsi que des organisations centrées sur l'éducation. Le Centre quaker international de Paris est à l'origine du Cercle international de jeunesse (CIJ), actif dans les années 1930.
Plusieurs organisations ont été créées afin de coordonner l'action des assemblées quakers. Le Friends Committee on National Legislation (FCNL) (en) fait du lobbying sur le plan national aux États-Unis. American Friends Service Committee (AFSC) aux États-Unis et Quaker Peace and Social Witness en Grande-Bretagne s'occupent du « Secours quaker ».
Par ailleurs, les assemblées annuelles d'Amérique du Nord appartiennent pour la plupart à l'une (parfois à deux) des organisations faîtières suivantes : Friends General Conference (FGC) (en), Friends United Meeting (FUM) (en), et Evangelical Friends International (EFI) (en).
Le Comité consultatif mondial des Amis (Friends World Committee for Consultation (FWCC) (en)) est l'organisation quaker internationale qui met en lien les quakers de toutes tendances. Ce comité a un statut consultatif auprès du Conseil économique et social des Nations unies depuis 1948. Il est responsable des Bureaux quaker auprès des Nations unies (en anglais Quaker United Nations Office - QUNO) à Genève et New York. Le Bureau quaker pour les affaires européennes à Bruxelles fait un travail analogue auprès de l'Union européenne. Le Quaker International Affairs Programme (QIAP) canadien met l'accent sur le commerce et la propriété intellectuelle.

#### Affiliations
Les faîtières américaines FGC et FUM, ainsi que le Canadian Yearly Meeting sont membres du Conseil œcuménique des Églises.
Le Comité consultatif mondial (FWCC) est membre de la Coordination internationale pour la décennie (de la promotion d'une culture de la non-violence et de la paix au profit des enfants du monde, 2001-2010).

## Action humanitaire et héritage éducatif
Les quakers ont fondé de nombreuses écoles, en particulier en Angleterre et aux États-Unis et leur attitude n'est pas anti-intellectualiste.
Les Quakers américains ont fondé de nombreuses écoles William Penn Charter School (1689), Abington Friends School (1697), Wilmington Friends School (1748), Moses Brown School (1784) Moorestown Friends School (1785), Westtown School (1799), Germantown Friends School (1845), Scattergood Friends School (1890), Haverford College (1833), Guilford College (1837), Olney Friends School (1837), Pickering College (1842), Earlham College and Earlham School of Religion (1847), Swarthmore College (1864), Wilmington College (Ohio) (1870), Penn College (Iowa) (1873), Bryn Mawr College (1885), Friends Pacific Academy (now George Fox University, 1885), Cleveland Bible College (now Malone University, 1892), George School (1893), Friends University (1898), Training School for Christian Workers (now Azusa Pacific University, 1899), Whittier College (1901), Friends Bible College (now Barclay College, 1917) and John Woolman School(1963).
En ce qui concerne leur action humanitaire, en Allemagne ce sont des millions de personnes qui ont reçu l'aide alimentaire organisée après les deux guerres mondiales et nombreux sont ceux qui se souviennent de la « ration quaker » (Quäkerspeise). Cependant la grande majorité des bénéficiaires n'ont aucune idée du mouvement à l'origine de cette aide. La situation est la même partout où le « secours quaker » (Quaker service) a apporté une aide d'urgence, les quakers ne faisant pas de prosélytisme.
Les diplomates connaissent le plus souvent le mouvement quaker, grâce aux organisations créées dans le but de faciliter les contacts informels (off-the-record) (voir ci-dessus Organisations quakers), et par les actions de médiation entreprises sur le terrain. Entre 1952 et 1974, plus de 2 000 diplomates ont participé à des rencontres organisées à leur intention. La première conférence a eu lieu à Clarens dans le canton de Vaud, en Suisse.

## Notoriété

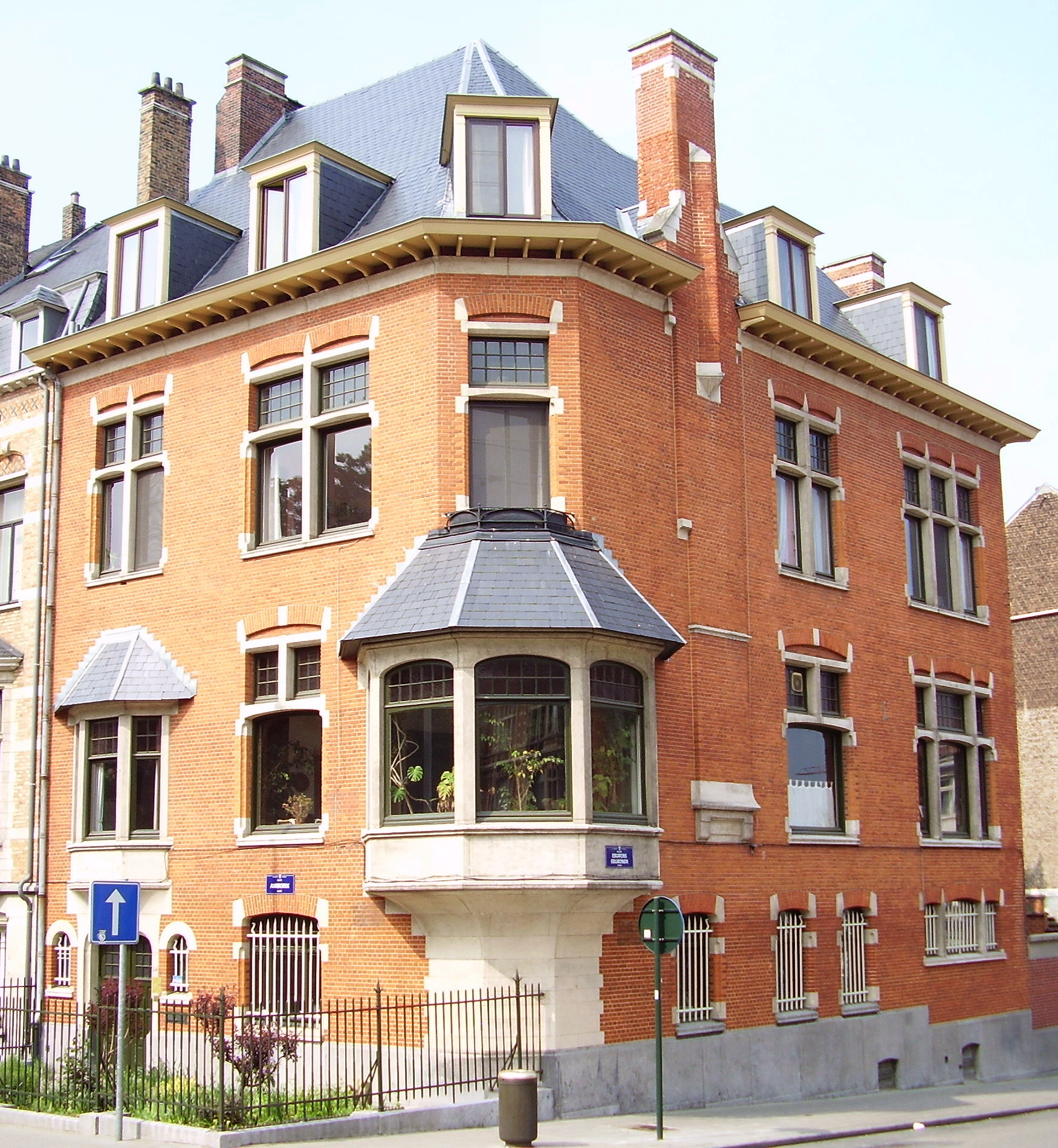
Maison quaker à Bruxelles.

Le mouvement quaker étant très minoritaire, bien peu de personnes en ont entendu parler. Le public associe généralement les quakers à la marque de céréales Quaker Oats ; cette compagnie n'a cependant pas de lien avec la Société des Amis. Voltaire fait connaître le quakerisme dans ses Lettres philosophiques en 1734. La Case de l'oncle Tom sous forme de livre, dès 1853, ou de film, en 1965, a pu contribuer à faire connaître les familles quakers dans le monde francophone. The Last Runaway de Tracy Chevalier a été traduit et largement diffusé en français en 2013 sous le titre La Dernière Fugitive. Les quakers sont cependant surtout connus pour leurs actions.

### Le quakerisme dans les œuvres de fiction
Les quakers sont présents dans la littérature anglaise, mais aussi française déjà au XVIIe siècle, au théâtre (à Paris en 1793), au cinéma et à la télévision.
- Une femme à poigne (The Lady from Cheyenne, 1941), film de Frank Lloyd (1886-1960)
- The Friendly Persuasion (1945), roman de Jessamyn West (1902-1984)
- L'Ange et le Mauvais Garçon (1947), film de James Edward Grant (1905-1966)
- Le train sifflera trois fois (1952), film de Fred Zinnemann
- La Vallée des géants (1952), film de Felix E. Feist (1910-1965)
- La Loi du Seigneur (Friendly Persuasion, 1956), film de William Wyler (1902-1981), adaptation du roman de 1945
- Days of Hope (en) (1975), film de Ken Loach (1936-)
- The Winds of Autumn (en) (1976), film de Charles B. Pierce (en) (1938-2010)
- Les Goldberg, série TV de Adam F. Goldberg (« La Gardienne des valeurs », Quaker Warden, saison 8 épisode 11, 2021)
- State of the Union, série TV de Nick Hornby (saison 2, 2022)

### Sites et publications quakers
1. 1 2  Voir Finding Quakers Around the World, FWCC, Carte du monde 2007 de FWCC et Quaker Information Center.
2. ↑  Traduction selon Henry van Etten, Le Quakerisme, Paris, 1953 : « [The judge] called us Quakers because we bid them tremble at the word of God », citation du Journal de George Fox (en) Chapitre 4. Voir en particulier la (en) note 58 : le terme de « quaker » semblait déjà usité à l'époque à l'adresse des sectes. Ce terme apparaît pour la première fois au Parlement, dans Journals of the House of Commons, en 1654.
3. ↑  William J. Whalen, Les Quakers : nos voisins, les Amis, Paris, 1976, p. 4. Original en anglais (en) Our Neighbors, the Friends, Chicago (Illinois), 1966.
4. ↑  Robert Barclay, Apologie de la vraie théologie chrétienne… (première édition en latin en 1676), édition de 1797, Londres, Jaques Phillips et fils, p. 301 (Proposition X, § 5).
5. ↑  Pour les dates de création des nouvelles assemblées, voir la chronologie de Henry van Etten, Le Quakerisme, Paris, 1953.
6. 1 2  Courants actuels présentés par FWCC.
7. ↑  (en) David Rush, « They Too Are Quakers : A Survey of 199 Nontheist Friends (Eux aussi sont des quakers : sondage après de 199 amis non théistes) », The Woodbrooke Journal, no 11,‎ 2002 (lire en ligne).
Voir aussi (en) David Boulton, Godless for God's Sake : Nontheism in Contemporary Quakerism, Dales Historical Monographs, Cumbria, 2006, 146 p. (ISBN 0-9511578-6-8).
8. ↑  Voir par exemple (en) Richard Price Hallowell, The Quakers in New England : An Essay, Merrihew & Son, 1870 (lire en ligne), p. 26.
9. ↑  (en) Brett Miller-White, « The Journeyman – The Making of a Muslim Quaker », Quaker Theology, no 10,‎ 2004 (ISSN 1526-7482, lire en ligne).
10. ↑  (en) Valerie Brown, The Mindful Quaker, 2006.
11. ↑  Apologie de la véritable théologie chrétienne, telle que la professent ceux que par dérision on appelle Quakers, publiée à Amsterdam, en latin, en 1676, et traduite en français en 1702.
12. ↑  « the scriptures "are only a declaration of the fountain, and not the fountain itself, therefore they are not to be esteemed the principal ground of all Truth and knowledge, nor yet the adequate primary rule of faith and manners" ». La troisième proposition de l'Apologie de Barclay.
13. ↑  Il y a plusieurs exemples de Fox utilisant ce terme de « notionist » dans son Journal, un exemple.
14. ↑  Pendle Hill Pamphlet, #377, 2005.
15. ↑  (en) « Narrative Theology: The Importance of Quaker Histories and Biographies », Quaker Speak, sur quakerspeak.com, 20 juillet 2017 (consulté le 21 juillet 2017).
16. ↑  Voir (en) Quaker faith and practice, Britain Yearly Meeting, 1994, rev. 2006  (ISBN 085245306X) [lire en ligne].
17. 1 2 3  Voir le Glossaire Quaker Glossary proposé par Edward Dommen.
18. ↑  Voir par exemple une liste proposée par Intermountain Yearly Meeting aux États-Unis.
19. ↑  Violette Ansermoz-Dubois, Le culte quaker, Paris, 1952, p. 7.
20. ↑  Edward B. Rawson, Le christianisme tel que les quakers le comprennent, Société religieuse des Amis, Paris et Genève, 1944 (3e éd.), p. 12.
21. ↑  Henry van Etten emploie les termes de « conseillers » pour les « anciens » et de « visiteurs » pour les « veilleurs ». (Le Quakerisme, Paris, 1953).
22. ↑  (en) « Kind of Friends », sur le site de FWCC.
23. ↑  Voir (en) Quaker International Affairs Programme.
24. ↑  Lors de son adhésion en 1940, la FGC affirme toutefois « qu'il soit bien entendu que nous n'acceptons aucune déclaration doctrinale comme un dogme fixe. Aucun credo ne peut contenir la vérité en ce qui concerne le sens de la révélation divine en Jésus-Christ, car cette vérité est une vérité vivante, basée non sur des mots, mais sur une expérience intérieure et sera inévitablement interprétée par différents hommes en des temps différents, selon leur intelligence et leurs lumières. » Citation et traduction de Edmond Privat dans Liberté doctrinale et sincérité, Berne, 1940.
25. ↑  « Un million de repas par jour furent servis à des enfants et à des étudiants dans la plupart des grandes villes allemandes » en 1923 et 1924 (Henry van Etten, Le Quakerisme, 1953, p. 51).
Témoignages sur le site de la fondation (de) Quäker-Hilfe.
26. ↑  Voir la description de cette pratique sur le site du (en) Quaker International Affairs Programme.
27. ↑  Programme dont l’American Friends Service Committee a eu l’initiative : (en) Conferences for Diplomats.

#### Sources primaires en anglais
- Auteurs quakers classiques

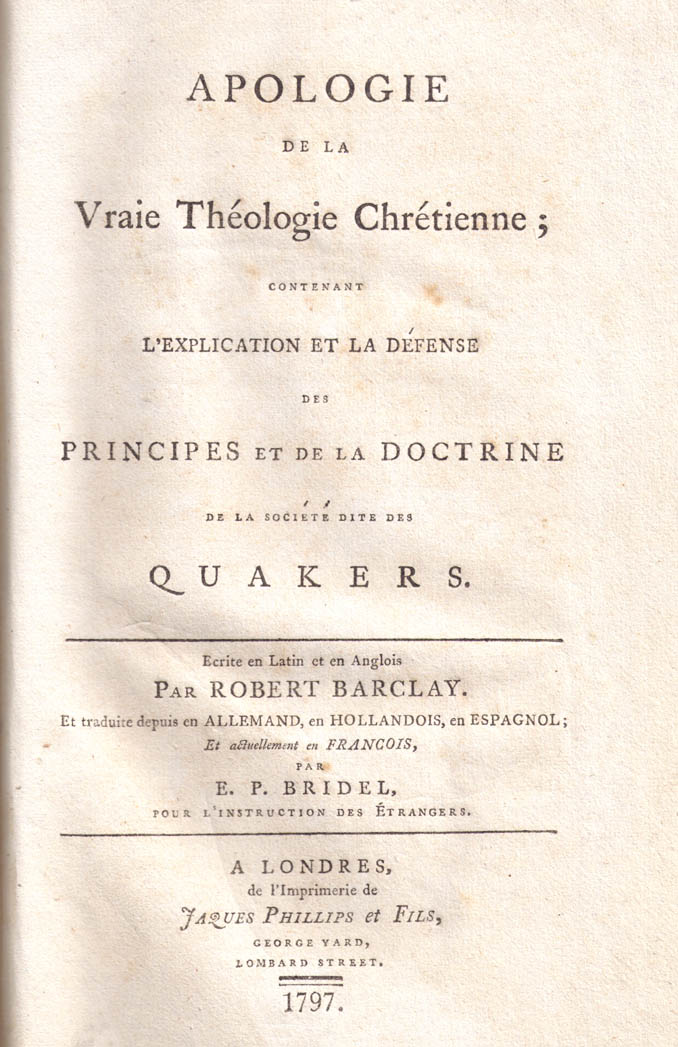
L'Apologie de Barclay (1797).

  - Robert Barclay (trad. de l'anglais), La lumière intérieure, source de vie : apologie de la vraie théologie chrétienne telle qu'elle est professée et prêchée par ce peuple appelé par mépris les Quakers, Londres, 1797 (1re éd. 1675)
  - Robert Barclay et Georges Lien (introduction, traduction, notes), La lumière intérieure, source de vie : apologie de la vraie théologie chrétienne telle qu'elle est professée et prêchée par ce peuple appelé par mépris les Quakers (1675), Paris, Dervy, coll. « Mystiques et religions », 1992 (dépôt légal 1993), 415 p. (ISBN 2850765414)
  - William Penn (trad. de l'anglais), Sans croix, point de couronne : Discours sur la nature et la discipline de la Sainte Croix du Christ… [« No cross, no crown […] »], Paris, Dervy-Livres, 1988, 296 p. (ISBN 2850762822)
  - George Fox (trad. de l'anglais par Pierre Bovet et abrégé par Henry van Etten, préf. Wilfred Monod), Journal de George Fox, 1624-1691, fondateur de la Société des Amis (Quakers) : Récit historique de sa vie, de ses voyages, de ses souffrances et de ses expériences chrétiennes [« The journal of George Fox »], Paris, Genève, Je sers ; Labor, 1935, 270 p.Réédité par la Société des Amis en 1962
  - Henry Tuke, Exposition succincte des principes religieux que professe la société de chrétiens, communément appelés Amis ou quakers [« The principles of religion, as professed by the society of Christians, called Friends (…) »], Londres, W. Phillips, 1823, 206 p.« Traduit de l'anglois sur la 5e édition »

#### Sources primaires en français
- Eric Callcut, Foi de Quaker à l'huile d'olive - divagations théologiques d'un chrétien primitif, Luc Éditions, 2015, 158 p.  (ISBN 979-1091859097)
- Jeanne Henriette Louis, La Société religieuse des Amis (Quakers), Brepols, coll. « Fils d'Abraham », 2005, 166 p. (ISBN 2503520391)
- Edouard Dommen, Les Quakers, Paris, Cerf, coll. « Bref » (no 29), 1990, 125 p. (ISBN 220404136X)
- Jeanne Henriette Louis et Jean-Olivier Héron, William Penn et les Quakers : Ils inventèrent le Nouveau Monde, Paris, Gallimard, coll. « Découvertes Gallimard » (no 90), 1990, 176 p. (ISBN 2070530965)
- Violette Ansermoz-Dubois, Aux sources du quakerisme avec Margaret Fell-Fox, Genève, Labor et Fides, 1977, 78 p.
- Pierre Lacout, Dieu est silence, Le Mont-sur-Lausanne, Ouverture, coll. « Espace libre », 1969, 37 p.5e édition en 1992
- Henry van Etten, Le Quakerisme : Aperçus sur l'histoire, les principes et les pratiques de la Société religieuse des Amis, Paris, Société des Amis, 1953, 98 p.
- (en) « The French Revolution: Quakers and cockades », sur quakerstrongrooms.org, Library of the Society of Friends, Quakers in Britain, 2015 (consulté le 13 février 2018)

### Littérature secondaire

#### Ouvrages anciens
- Voltaire, Dictionnaire philosophique, t. 43, Kehl, de l'imprimerie de la Société littéraire-typographique, coll. « Œuvres complètes de Voltaire », 1784Article sur les Quakers tiré des Lettres philosophiques, 1734
- Francis Kubler, La pensée, l'action et l'organisation de la « Société des Amis » (Quakers), Neuchâtel, 1950, 142 p.Thèse de licence présentée à la faculté de théologie de l'université de Neuchâtel
- Philippe Naude, Histoire Abrégée de la Naissance et du Progrez du Kouakerisme avec celle de ses dogmes, Cologne, Pierre Marteau, 1692, 110 p.Premier ouvrage en français sur les quakers, il leur est violemment hostile. Reprise en 1699 sous le titre La Religion des Kouakres en Angleterre (Jean Petit, Paris)

#### Ouvrages modernes
- Francis Frost, article « Quakers (Quakérisme) » dans le Dictionnaire de la spiritualité ascétique et mystique, Paris, Beauchêne, Tome XII, 3, 1986.
- Yves de Gibon, article « Quakers » dans le Dictionnaire des religions, sous la dir. de Paul Poupard, éditions PUF, 1984.
- Michel Foucault, La Société punitive : Cours au Collège de France, 1972-1973, Seuil/Gallimard, coll. « Hautes Études », 2013 (ISBN 9782021038033, lire en ligne), « Leçon du 31 janvier 1973 »« Les Quakers : rejet du code pénal anglais et de la peine de mort »
- (en) Pink Dandelion, An introduction to Quakerism, Cambridge, Cambridge University Press, 2007, 277 p. (ISBN 9780521841115)
- (en) John Punshon, Portrait in grey: a short history of the Quakers, Londres, Quaker Home Service, 1984, 293 p. (ISBN 0852451806)
- (en) Pink Dandelion, The liturgies of Quakerism, Aldershot, Hants, Angleterre ; Burlington, VT, Ashgate, coll. « Liturgy, worship, and society series », 2005, 138 p. (ISBN 0754631281)
- (en) Emilie Griffin et Douglas V. Steere, Quaker Spirituality : Selected Writings, New York, HarperSanFrancisco, 2005, 164 p. (ISBN 0060578726)